# Margot Woelk
Margot Woelk (ur. 27 grudnia 1917 w Berlinie, zm. 2014) – niemiecka testerka posiłków przygotowywanych dla Adolfa Hitlera.

## Życiorys
Urodziła się w Berlinie, w dzielnicy Wilmersdorf. Podczas II wojny światowej wraz z czternastoma dziewczynami testowała posiłki przygotowane dla Adolfa Hitlera na zawartość trucizny. Po zamachu na Hitlera 20 lipca 1944 roku, wróciła do Berlina, gdzie ukrywała się do końca wojny. Pewnego dnia została wyciągnięcia z piwnicy przez rosyjskiego majora i przez 14 dni gwałcona przez rosyjskich żołnierzy. W 1946 roku wrócił do niej mąż Karl Mann, i przeżyli razem kolejne 34 lata.